# Grup d'Enginyeria del Coneixement i Aprenentatge Automàtic
El Grup d'Enginyeria del Coneixement i Aprenentatge Automàtic (també conegut, en anglès, com Knowledge Engineering and Machine Learning group (KEMLg)) és una grup de recerca de la Universidad Politécnica de Cataluña (UPC) - BarcelonaTech actiu en l'àrea de la Intel·ligència Artificial des de 1988, quan va ser fundat pel professor Ulises Cortés.
L'objectiu principal d'aquest grup de recerca és l'anàlisi, disseny, implementació i aplicació de diverses tècniques d'Intel·ligència Artificial, per donar suport a l'operació o a l'anàlisi del comportament de sistemes o dominis complexos en el món real. La recerca se centra en l'anàlisi, el disseny, la gestió o la supervisió d'aquests dominis, com ara per exemple en el camp de la salut, en els processos ambientals i els sistemes complexos, i en els sectors industrial i empresarial.
Una de les seves principals àrees d'aplicació i especialització és el desenvolupament de Sistemes de Suport a les Decisions Ambientals, o Environmental Decision Support Systems (EDSS) a través de l'ús de Tècniques d'Intel·ligència Artificial, o Artificial Intelligence Techniques. En particular, des del 1990, s'ha fet recerca en l'àrea de les Plantes de Tractament de Aigües Residuals Urbanes, o Urban Wastewater Treatment Plants (WWTP), i més específicament en aquells la tecnologia dels quals es basa en els fangs actius.

## Línies de recerca
Les seves principals línies de recerca són:
- Representació del coneixement, les ontologies, en web semàntic i els serveis web;
- Sistemes de recomanació;
- Agents intel·ligents (software agents), institucions electròniques i sistemes multiagent;[7][8][9][10]
- Sistemes intel·ligents de suport de decisions;[11]
- Aprenentatge automàtic (machine learning)/descobriment de coneixement (knowledge discovery) i mineria de dades (data mining);[12]
- Xarxes bayesianes;
- Raonament basat en casos;
- Sistemes de coneixement;
- Adquisició de coneixement (Knowledge acquisition) a través de l'anàlisi estructural;
- Simulació i models analítics.
- Tecnologies de suport per a la gent gran. S'hi han desenvolupat eines d'assistència intel·ligent com l'i-Walker.[13]